# Герб Шполи
Герб Шполи — офіційний символ міста Шполи, затверджений сесією Шполянської міської ради 30 серпня 1994 року. Автор — Олег Толкушин.

## Опис
В срібному полі жінка в білій сукні і коричневій плахті, що тримає сніп пшениці. В червоній главі щита срібний кінь, що скаче в лівий бік.
Жінка-шполянка — символ Дарії Миколаївни Лопухіної, що багато зробила для розвитку міста. Срібний колір — символ чистоти й доброти жінки-шполянки, що зображена на гербі.
На знак адміністративної підлеглості міста в главі щита зображений старовинний герб Черкас.
Над гербом розташована біла стрічка з написом ШПОЛА 

## Великий герб
На даний момент офіційно в міста немає великого герба, але є аматорські версії великого герба Шполи. 

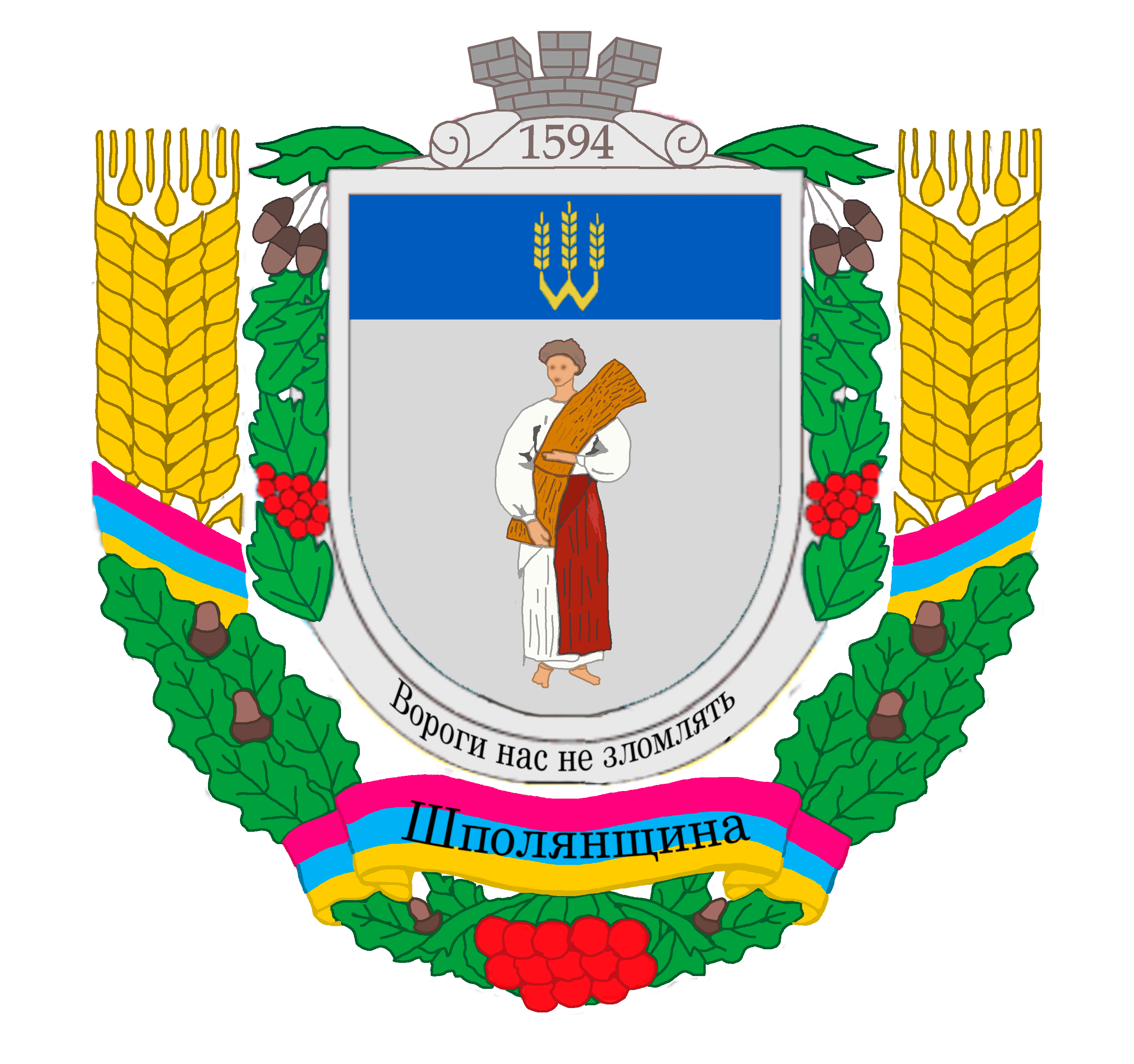
Версія 1

### Версія 1
Щит герба розділенона дві частини, нижня частина герба на срібному полі зображує Дар'ю Миколаївну Лопухіну, на верхній частині щита на синьому тлі зображено символ Шполянщини тризуб з колосків що утворюють літеру "Ш" яка є першою літерою в назві міста. На девізі герба написано "Вороги нас не зломлять" а щитотримач це вінок з листя дуба, ягід калини, колосків та стрічки з написом "Шполянщина". Короную герба є сіра муральна корона з роком заснування міста.
Герб був створений для конкурсу на встановлення офіційної символіки Шполянської міської громади, але ця версія не пройшла відбір.

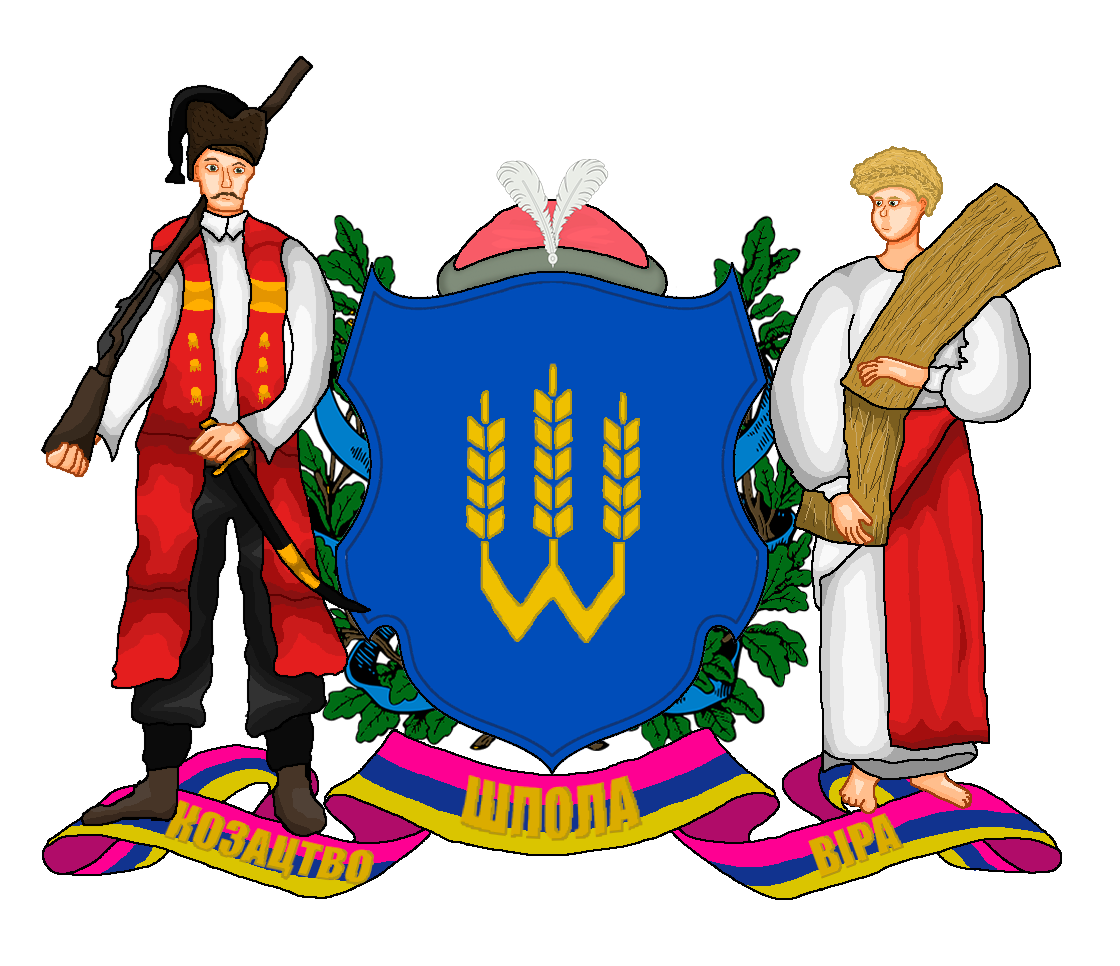
Версія 2

### Версія 2
За основу щита герба взято щит Козацьких полків, на синьому полотнищі щита зображено тризуб з колосків головний символ Шполянщини. Щит прикрашає срібна мурова корона. Щитотримачем є Шполянський козак з мушкетом в традиційному одязі регіона, другим щитотримачем є жінка-шполянка в білій сукні та коричневій плахті символ Дарії Миколаївни Лопухіної. Девізом на стрічці герба є "Козацтво Шпола Віра".           

## Інші герби

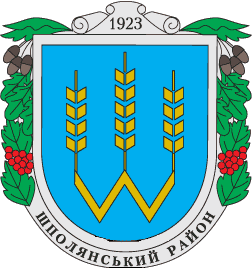
Герб Шполянського району
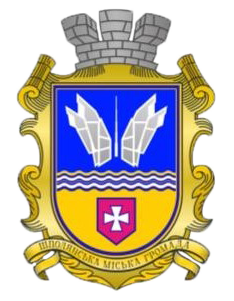
Герб Шполянської громади
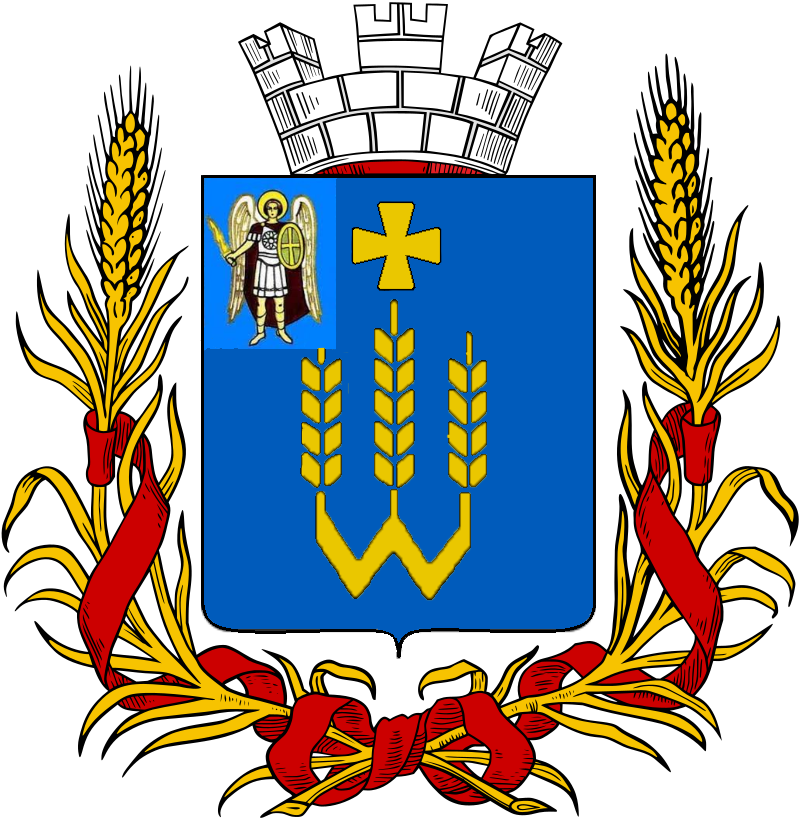
Герб волосного центра Шполянської волості (реконструкція)